# Spook van Strabrecht
Spook van Strabrecht is het tweede boek geschreven door Mariolande Kennedy. Net zoals het eerste boek (De legende van de verzonken kapel) is het boek fictie maar gedeeltelijk ook non-fictie, het verhaal zou een mythe zijn over de Strabrechtse Heide. In het verhaal komen namelijk wezens weer tot leven.

## Het verhaal
Het verhaal begint als groep 8 van een school bezig is met de voorbereidingen voor het kamp. Ze vinden een oud document dat de meester en de kinderen uitdaagt het geheim van de Strabrechtse Heide te ontdekken.
Ze besluiten om hiernaartoe te gaan voor kamp.

Als het donker begint te worden, wordt de klas omsingeld door een groep zwarte katten. Opeens zijn er 3 jongens verdwenen. Wezens die in het boek staan beschreven komen ineens tot leven.